# Куруксай (Туркестанская область)
Куруксай (каз. Құрықсай) — село в Сарыагашском районе Туркестанской области Казахстана. Входит в состав Дарбазинского сельского округа. Код КАТО — 515449300.

## Население
В 1999 году население села составляло 280 человек (151 мужчина и 129 женщин). По данным переписи 2009 года, в селе проживало 187 человек (94 мужчины и 93 женщины).